# Eulaira wioma
Espèce
Eulaira wioma est une espèce d'araignées aranéomorphes de la famille des Linyphiidae.

## Distribution
Cette espèce est endémique du Wyoming aux États-Unis,.

## Publication originale
- Chamberlin, 1949 : On some American spiders of the family Erigonidae. Annals of the Entomological Society of America, vol. 41, no 4, p. 483-562.